# Isla Gorriti
Isla Gorriti és una illa de l'Uruguai que es troba al sud del departament de Maldonado, a pocs quilòmetres de la franja costanera de la ciutat de Punta del Este. D'acord amb la legislació uruguaiana i amb un tractat signat amb l'Argentina, l'illa es troba en aigües juridisccionals del Riu de la Plata.
L'Isla Gorriti té una extensió d'1,7 km de llarg, per 700 m en la seva part més ampla i 160 m en la seva part més estreta, i té 21 ha.

## Història
L'illa va ser reconeguda el 1516 per Juan Díaz de Solís. Més endavant, va ser albirada el 1527 per Diego García de Moguer, qui la va denominar Isla de las Palmas; també va ser albirada per Sebastián Gaboto. Va ser batejada en homenatge al comandant espanyol José Francisco Gorriti, cap de Montevideo durant la primera meitat del segle xviii, qui va fer aixecar en la mateixa una fortificació per a defensar el Riu de la Plata contra l'avanç dels portuguesos.
Actualment, és una reserva natural declarada Patrimoni Històric Nacional, i per aquest motiu no està permesa la construcció de cap tipus d'edificació.